# OPUS: The Day We Found Earth
OPUS: The Day We Found Earth est un jeu vidéo d'aventure développé par SIGONO, un développeur de jeux vidéo indépendant de Taïwan. Il a été publié sur iOS et Android le 22 octobre 2015. Un port PC a ensuite été publié sur Steam, disponible pour les utilisateurs de Microsoft Windows et Mac OS X. Le jeu a été nommé pour le Meilleur Jeu Significatif aux 12e International Mobile Gaming Awards le 16 février 2016,.
Il a pour suite OPUS: Rocket of Whispers et OPUS: Echo of Starsong.

## Trame
L'histoire d'OPUS: The Day We Found Earth se déroule dans le futur, des dizaines de millions d'années se sont écoulées et les humains ont depuis longtemps quitté leur planète d'origine pour vivre aux confins de l’univers. Le patrimoine génétique de l’espèce humaine se dégrade à mesure que les années passent. Lisa et Makoto sont embarqués dans la station spatiale OPUS afin de retrouver la Terre, en compagnie d'Emeth, un robot assemblé par Lisa.

## Musique
La bande originale d'OPUS: The Day We Found Earth est produite par Triodust et est sortie pour la première fois le 21 octobre 2015 sur Bandcamp. Il a ensuite été publié sur Steam en tant que contenu téléchargeable pour le jeu.

## Accueil
OPUS: The Day We Found Earth a reçu de nombreuses distinctions, dont un Google Play Editors' Choice, une nomination pour Best Meaningful Play aux International Mobile Gaming Awards de 2016, Best Mobile Game, une nomination pour excellence in Audio a l'Indieplay de 2016, excellence en narration à l'IMGA SEA 2017, et meilleure narration aux TpGS Indie Game Awards de 2017,.

## Suite
La suite de ce jeu, OPUS: Rocket of Whispers, est sortie le 14 septembre 2017.